# Home! Sweet Home!
Home! Sweet Home! (Hem, ljuva hem) en är populär amerikansk sång, författad 1823 med musik av Henry Rowley Bishop och text av John Howard Payne.